# Tremedal (ort)
Tremedal är en ort i Brasilien.   Den ligger i kommunen Tremedal och delstaten Bahia, i den östra delen av landet, 700 km öster om huvudstaden Brasília. Tremedal ligger 514 meter över havet och antalet invånare är 3 252.
Terrängen runt Tremedal är platt österut, men västerut är den kuperad. Närmaste större samhälle är São Felipe, 15,4 km norr om Tremedal.
Omgivningarna runt Tremedal är huvudsakligen savann. Runt Tremedal är det glesbefolkat, med 11 invånare per kvadratkilometer.